# Tadas Vrublevskis

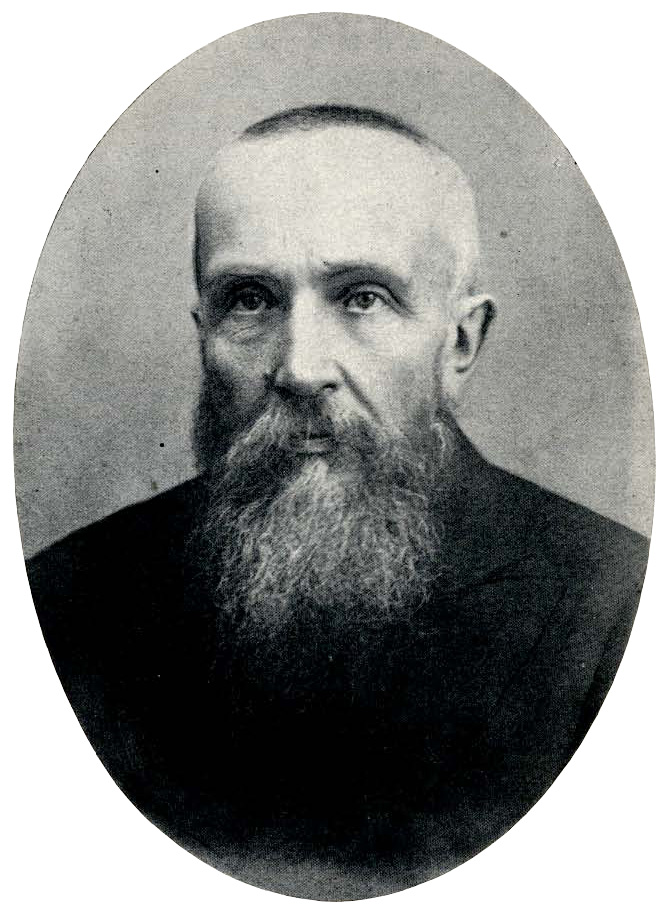
Tadas Vrublevskis

Tadas Vrublevskis (polnisch Tadeusz Wróblewski; * 8. Novemberjul. / 20. November 1858greg.in Vilnius; † 3. Juli 1925 ebenda) war ein polnisch-litauischer adliger Rechtsanwalt und Mäzen.

## Leben
Vrublevskis war Sohn eines berühmten Homöopathen und Neffe Walery Antoni Wróblewskis, der einer der Führer des Januaraufstands 1863/1864 und später General der Pariser Kommune war. Nach dem Besuch des Gymnasiums in Vilnius begann Vrublevskis ein Medizinstudium an der Medizinisch-Chirurgischen Akademie in St. Petersburg. Aber bald wurde er wegen Beteiligung an revolutionären Organisationen vom Studium ausgeschlossen wie auch darauf von der Universität Warschau. 1884 wurde er nach Sibirien in das Gouvernement Tobolsk verbannt. Nach einigen Jahren wurde die Verbannung aufgehoben. Er kehrte zurück nach St. Petersburg und absolvierte nach bestandener Zulassungsprüfung ein Jurastudium. Darauf arbeitete er als Assistent eines Rechtsanwalts in St. Petersburg.
1891 kehrte Vrublevskis nach dem Tode seines Vaters nach Vilnius zurück und arbeitete als Rechtsanwalt. Daneben erweiterte er stetig die Bibliothek seines Vaters unter Nutzung des ererbten Vermögens und seiner Einkünfte. Sein Hauptinteresse galt der litauischen Geschichte und insbesondere der von Vilnius. Zur Bibliothek gehörte eine große Sammlung von wertvollen Manuskripten, Landkarten, Plänen, Dokumenten, Fotografien, Postkarten, Drucken und Museumsgegenständen. 1907 erwarb er die Plater-Familiensammlung einschließlich einer großen Kunstsammlung. Auch erwarb er Gegenstände aus Freimaurerlogen insbesondere von Henriko Taturos aus Minsk, Iwan Jelagin und Emilijos Fedorovič, der Witwe von Vaclovo Fedorovičiaus. Die Sammlung enthielt Gegenstände aus den Sammlungen von Michalo Dulskio, Dominyko Moniuškos und Jono Volfgango Bartolomiejaus Bieniovskio,  die Logenzeichen aller Logen des Großfürstentums Litauen sowie Siegel, Medaillen und das Manuskript des Narsus lietuvis-Logen-Projekts mit dem Ritualkelch. 1899 gründete und führte er die Parafreimaurer-Organisation Neošubravcų, die bis 1914 bestand.
Als Rechtsanwalt übernahm Vrublevskis schwierige Fälle. Nach der Russischen Revolution 1905 verteidigte er bis 1907 etwa 400 Revolutionäre. Besonders bekannt wurde er durch die Verteidigung von Pjotr Schmidt. In der ersten und dritten Duma setzte er sich für die Souveränität von Litauen, Belarus, Polen und die Ukraine ein.

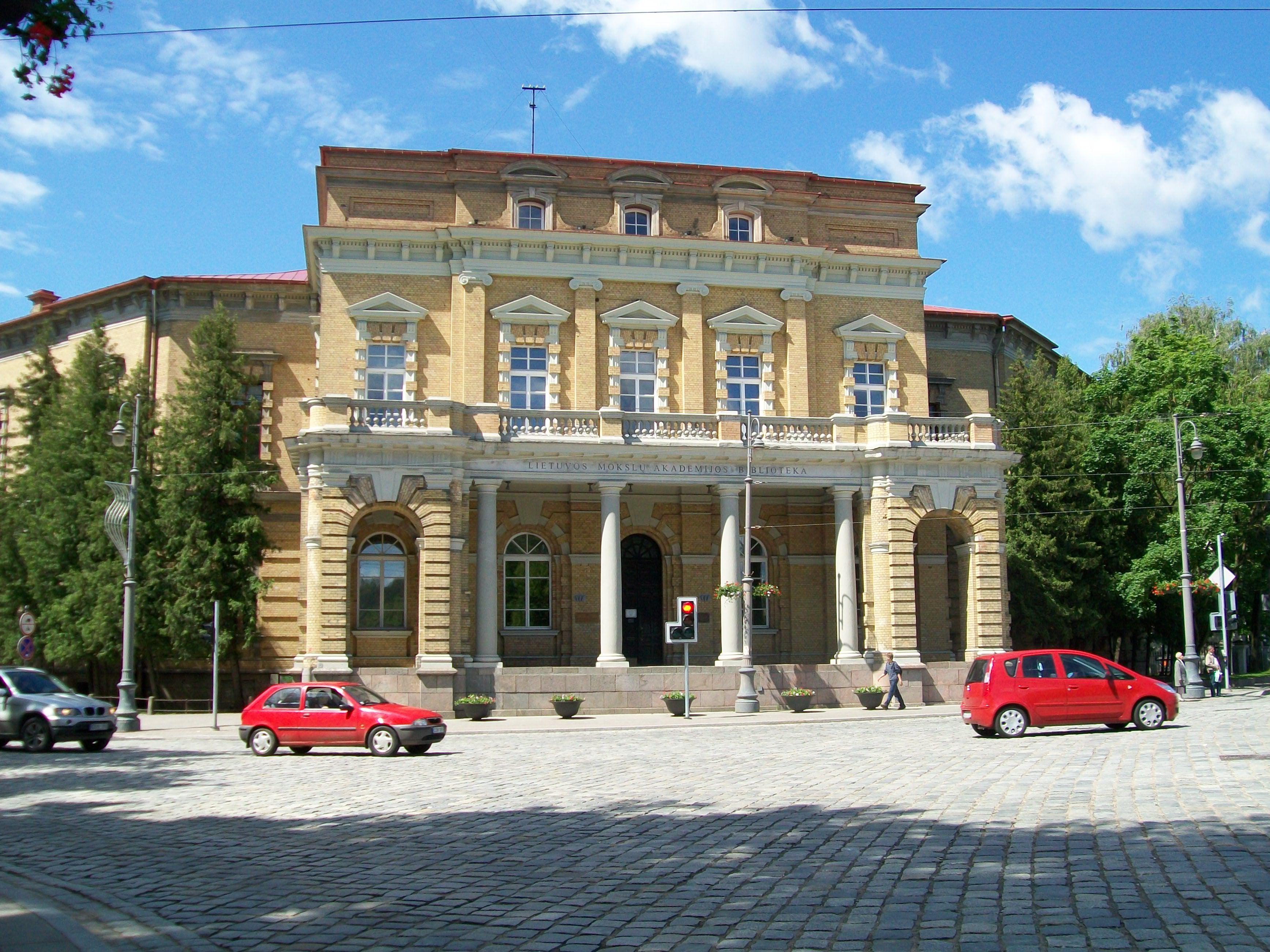
Vrublevskis-Bibliothek in Vilnius

Ab 1912 verfolgte Vrublevskis das Ziel, eine öffentliche Bibliothek in Vilnius zu etablieren. Dazu gründete er die Eustachijaus und Emilijos Vrublevskis-Bibliotheksgesellschaft, die später in die Vrublevskis-Gesellschaft zur Förderung der Wissenschaft umgewandelt wurde.
Als nach dem Ersten Weltkrieg das Vilnius-Gebiet von Polen besetzt und angeschlossen wurde, verteidigte Vrublevskis litauische Aktivisten ohne Honorar, insbesondere Mykolas Biržiška. 1922 wurde er einstimmig zum Ehrenmitglied der Litauischen Wissenschaftsgesellschaft gewählt. Dort hielt er Vorlesungen über die Geschichte Litauens  und von Vilnius. 1925 kurz vor seinem Tod stiftete er seine Sammlung der Stadt Vilnius unter der Bedingung, dass die Sammlung nie geteilt und nie aus Vilnius entfernt werden darf.
Vrublevskis wurde auf dem Friedhof Rasos in Vilnius begraben. 1926 wurde Vrublevskis Bibliothek, die nun unter der Aufsicht der polnischen Regierung stand, in Państwowa Biblioteka im. Eustachego i Emilii Wróblewskich w Wilnie umbenannt. 1939 wurde die Bibliothek mit ihren 200.000 Sammlungsgegenständen um ein wissenschaftliches Institut und ein Museum erweitert. Nach der Besetzung durch die Sowjetunion infolge des Hitler-Stalin-Pakts wurde im September 1939 ein wesentlicher Teil der Sammlung nach Minsk verbracht. Die Bibliothek in Vilnius wurde im Oktober 1939 von Litauen übernommen. Der verbliebene Teil der Sammlung gehört jetzt der Litauischen Akademie der Wissenschaften in Vilnius.